# 喋血復仇
《喋血復仇》（英語：Back 4 Blood）是一款由Turtle Rock工作室開發、華納兄弟互動娛樂發行的恐怖類型的多玩家第一人稱射擊遊戲。遊戲本體預計在2021年10月12日於Windows、PlayStation 4、PlayStation 5、Xbox One、Xbox Series X/S上發售。
遊戲本體於2020年遊戲大獎時公布試玩影片。由於此遊戲的製作者及遊玩方式與該工作室當年在Valve時期開發的作品《惡靈勢力》重疊或相似，而被視為是《惡靈勢力》的精神續作。2023年2月3日，Turtle Rock宣佈因為準備著手開發下一款新遊戲，而導致人力不足的問題將停止更新，但遊戲仍將持續營運。

## 遊玩方式
《喋血復仇》的遊玩方式整體相似於工作室的前作品《求生之路》，皆注重於重玩度高的4人合作與8人對抗模式。但與《求生之路》不同，《喋血復仇》添加了可以修改玩家血量、傷害、耐力的卡牌套件「Roguelike」來塑造不一樣的遊玩過程。同時遊戲的AI系統也會使用可以阻礙玩家前進的技能卡，如生成額外敵人、開啟濃霧限制玩家視野等等。

## 故事背景
《喋血復仇》的遊戲背景設置在喪屍爆發的背景，在神祕的寄生蟲侵入下，大多數的人類都已感染成為「災變者」（Ridden）。在這樣的末日下，一群由免疫者所組成的團體「清除者」（Cleaner）挺身準備抵抗敵人。

## 開發
遊戲原訂在2019年3月公布，後在2020年遊戲大獎時與Alpha測試階段的遊戲一起公布，並開放在2020年12月17日至21日時展開PC版封測。據開發團隊所述，此遊戲比《求生之路》有更多的故事情節與人物刻劃，且新增加的卡牌系統也能使遊戲更有變化及挑戰性，為了滿足那些喜歡經典遊戲模式或新加入的玩家，工作室同樣也提供了移除卡牌的遊戲模式來使遊玩環境更加友善。
另於2021年3月宣佈因為開發人員及工作調整關係，需要將遊戲延期壓後由2021年6月24日延至同年10月12日。
2021年11月10日發佈了一次充滿極大爭議的更新，是次更新被玩家表示開發人員並沒有充分了解遊戲，平衡性以及伺服器質素非常差，主要爭議是平衡性問題，不少玩家表示遊戲平衡性本來已經很差，是次更新甚至進一步破壞遊戲本來已經脆弱的平衡及遊戲環境，甚至一度懷疑開發人員有沒有全通遊戲。但開發人員在之後的直播中表示用2人加2位BOT通關最高難度，並認為是玩家不懂玩遊戲而不是平衡問題，進一步引發公關問題，在steam上的評價由10日更新前的70多%的大多好評，快速降至13日的67%的褒貶不一(評價數14924)，不少負評都是在10日更新後出現，大部分評論的遊玩時數都很長，甚至有不少玩家在官方社群貼文下面發出粗俗言論辱罵開發人員，進一步表現出玩家群體的不滿。

## 評價
| 汇总媒体   | 得分                                   |
| ---------- | -------------------------------------- |
| Metacritic | (PC) 78/100 (PS5) 77/100 (XSXS) 74/100 |

| 媒体            | 得分   |
| --------------- | ------ |
| Destructoid     | 8/10   |
| Easy Allies     | 7.5/10 |
| 电子游戏月刊    | [ 16 ] |
| Game Informer   | 8/10   |
| Game Revolution | 8/10   |
| GamesRadar+     | [ 19 ] |
| GameSpot        | 7/10   |
| HardcoreGamer   | 3.5/5  |
| IGN             | 8/10   |
| PC Gamer美国    | 88/100 |
| PCGamesN        | 8/10   |
| Push Square     | [ 25 ] |
| Shacknews       | 6/10   |
| VG247           | [ 27 ] |
| VideoGamer.com  | 7/10   |

根據Metacritic的說法，《喋血復仇》的PC和PlayStation 5版本獲得普遍讚譽 ，但Xbox Series X/S版本獲得褒貶不一或中庸。

## 附註
1. ↑  Garvey, Marshall. . 2020-12-12  [2020-12-22]. （原始内容存档于2020-12-12）.
2. 1 2 3  Lahti, Evan. . PC Gamer. 2020-12-17  [2020-12-18]. （原始内容存档于2020-12-17） （美国英语）.
3. ↑  Nunneley=Jackson, Stephanny. . VG 247. February 3, 2023  [February 4, 2023]. （原始内容存档于2023-07-25）.
4. ↑  Saltzman, Mitchell. . IGN. 2020-12-18  [2020-12-18]. （原始内容存档于2021-01-26） （英语）.
5. ↑  Borthwick, Ben. . VideoGamer.com.   [2020-12-18]. （原始内容存档于2020-12-11） （英语）.
6. ↑  Fingas, Joe. . Engadget. 2019-03-14  [2020-12-19]. （原始内容存档于2020-11-07）.
7. ↑  RU. . 巴哈姆特GNN新聞. 2020-12-16  [2021-02-05]. （原始内容存档于2021-05-06） （中文（臺灣））.
8. ↑  Boudreau, Ian. . PCGamesN. 2020-12-17  [2020-12-18]. （原始内容存档于2020-12-18） （英国英语）.
9. ↑  Hornshaw, Phil. . GameSpot. 2020-12-17  [2020-12-19]. （原始内容存档于2020-12-18）.
10. ↑  .   [2021-04-10]. （原始内容存档于2021-04-10）.
11. 1 2  . Metacritic. Red Ventures.   [October 24, 2021]. （原始内容存档于2021-12-22）.
12. 1 2  . Metacritic. Red Ventures.   [October 19, 2021]. （原始内容存档于2022-03-24）.
13. 1 2  . Metacritic. Red Ventures.   [November 9, 2021]. （原始内容存档于2022-03-07）.
14. ↑  Van Allen, Eric. . Destructoid. October 19, 2021  [October 19, 2021]. （原始内容存档于2022-04-07）.
15. ↑  Huber, Michael. . Easy Allies. October 18, 2021  [October 18, 2021]. （原始内容存档于2017-09-02）.
16. ↑  Harmon, Josh. . Electronic Gaming Monthly. October 15, 2021  [October 15, 2021]. （原始内容存档于2021-11-17）.
17. ↑  Stadnik, Alex. . Game Informer. October 12, 2021  [October 12, 2021]. （原始内容存档于2022-03-23）.
18. ↑  Faulkner, Jason. . Game Revolution. October 18, 2021  [October 18, 2021]. （原始内容存档于2021-11-18）.
19. ↑  Loveridge, Sam. . GamesRadar. October 14, 2021  [October 14, 2021]. （原始内容存档于2021-11-09）.
20. ↑  Wakeling, Richard. . GameSpot. October 14, 2021  [October 14, 2021]. （原始内容存档于2022-04-07）.
21. ↑  Dunsmore, Kevin. . Hardcore Gamer. October 13, 2021  [October 13, 2021]. （原始内容存档于2021-11-12）.
22. ↑  Campbell, Kyle. . IGN. October 15, 2021  [October 15, 2021]. （原始内容存档于2022-02-01）.
23. ↑  Park, Morgan. . PC Gamer. October 16, 2021  [October 16, 2021]. （原始内容存档于2022-02-15）.
24. ↑  Forward, Jordan. . PCGamesN. October 13, 2021  [October 13, 2021]. （原始内容存档于2021-11-08）.
25. ↑  Gipp, Stuart. . Push Square. October 16, 2021  [October 16, 2021]. （原始内容存档于2021-12-29）.
26. ↑  Jarrard, Chris. . Shacknews. October 15, 2021  [October 15, 2021]. （原始内容存档于2021-11-03）.
27. ↑  Saed, Sherif. . VG247. October 15, 2021  [October 15, 2021]. （原始内容存档于2022-04-07）.
28. ↑  Wise, Josh. . VideoGamer.com. October 19, 2021  [October 19, 2021]. （原始内容存档于2021-10-31）.

## 外部連結
- 官方网站